# Палудан, Расмус
Расмус Палудан (дат. Rasmus Paludan, род. 2 января 1982, North Zealand) — датский адвокат и политик национал-либертарианских взглядов. Основатель и лидер ультраправой партии «Жёсткий курс».

## Биография
Родился 2 января 1982 года в North Zealand, Дания.
В 2008 году получил степень по юриспруденции в Копенгагенском университете.
С сентября 2016 года по февраль 2017 года был членом партии «Новые правые», выступающей за ужесточение миграционной политики. В 2017 году основал партию «Жёсткий курс». Партия «Жёсткий курс» набрала 1,8 % голосов на парламентских выборах 5 июня 2019 года, что ниже процентного барьера в 2 % голосов, и не прошла в парламент Дании (фолькетинг).

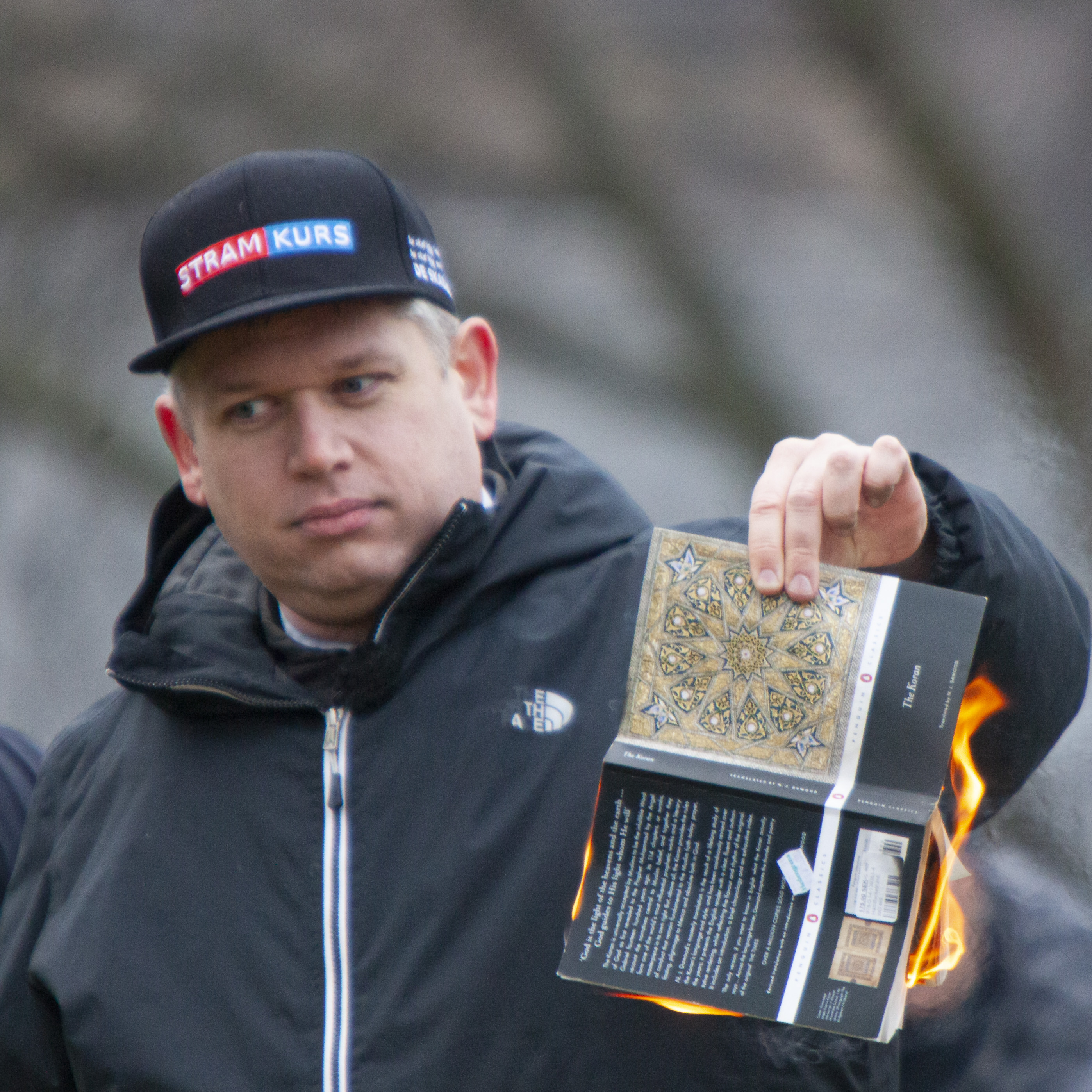
Расмус Палудан сжигает Коран

### Исламофобская деятельность
В 2018 году Палудан организовал 53 антиисламские манифестации в различных частях Дании. После того как Палудан бросил Коран на демонстрации партии 14 апреля 2019 года в Копенгагене, началась драка, которая переросла в беспорядки, при которых было задержано 23 человека.
В 2019 году получил условный срок. Суд города Нествед приговорил в июне 2020 года Расмуса Палудана к месяцу тюремного заключения и ещё двум месяцам условно по 14 различным обвинениям в расизме, диффамации и опасном вождении автомобиля. Палудан был осуждён за унизительные комментарии о мусульманах в роликах, которые размещал в социальных сетях партии «Жёсткий курс». Суд признал его виновным в оскорблении женщины сомалийского происхождения на демонстрации, которую Палудан назвал проституткой. Палудан был на три года дисквалифицирован как адвокат по уголовным делам и на год лишён прав водить автомобиль. Палудан не явился в суд на оглашение приговора. Ему грозит наказание..
21 января 2023 года Расмус Палудан провёл акцию сжигания Корана перед посольством Турции в Стокгольме. По данным шведского гостелеканала SVT, сжечь Коран перед посольством Турции в Стокгольме предложил Палудану журналист и прокремлёвский активист Чанг Фрик, который гарантировал Расмусу покрытие всех связанных с этим расходов.
27 января 2023 года Расмус Палудан сжег Коран под охраной полиции напротив мечети в Дании.
21 июля 2023 года суд в Анкаре, Турция, официально выдал ордер на арест Палудана за «публичное оскорбление религиозных ценностей» в результате сожжения Корана перед их посольством 21 января 2023 года.